# Грані (гурт)
«Грані» — український поп-рок гурт створений весною 2011 року. Перший виступ групи відбувся 12 липня. Цю дату всі і називають офіційним днем заснування групи.

## Історія
Два товариші Володимир Глазунов(вокал-гітара) та Ігор Купрій [Архівовано 18 червня 2019 у Wayback Machine.](ударні), після багатьох репетицій проведених разом вирішили створити свій гурт. До гурту на роль вокаліста був запрошений Андрій Клочан(квітень 2011-грудень 2011). Після не довгих пошуків в інтернеті хлопці знайшли Василя Ткаченка [Архівовано 18 червня 2019 у Wayback Machine.](бас-гітара) який на першій же репетиції зміг показати свій рівень і відразу влитися в колектив. Назву гурту запропонував на той час вокаліст гурту Андрій Клочан. Отже, склад сформувався. Після багатьох репетицій хлопці врешті вирішили підкорювати сцену. Багато різних концертів, конкурсів, зустрічей!!!!!!!!Але не все йшло належним чином. Після багатьох сперечань та клопотань гурт покинув Андрій Клочан і разом з цим забрав з собою всі написані ним тексти пісень гурту. Але хлопці не втратили надії і почали стрімко працювати над новими піснями. Роль вокаліста зайняв Володимир Глазунов(грудень2011-до сьогодні). Години репетицій і гурт вирішує взяти соло гітариста. Майже відразу на це місце прийшов інститутський товариш Володимир Головач (січень2012-вересень2012). Почалась щільна робота над репертуаром. Постійні концерти, репетиції, записи демо пісень. Але в такому складі хлопці грали не довго. У вересні 2012 року гурт залишає Володимир Головач. І відразу після цього гурт закрився в собі. Багато часу хлопці проводили саме за написанням нових пісень, кожен хотів знову вийти на сцену, але гурт не міг знайти достойного соло-гітариста. Але все частіше хлопці почали нагадувати про себе з приходом нового учасника. Роль нового соло-гітариста посів Павло Бахтін(вересень2013-до сьогодні). Хлопці нарешті почали повноцінні репетиції. На них чекало не мало роботи. Перший концерт у новому складі гурт Грані провів у грудні 2013 року, і майже відразу публіка відчула зміни. Новий рівень, нові пісні, новий звук. Гурт Грані провели декілька благодійних концертів, радіо ефірів, а також почали запис свого першого альбому «Я полечу у небо» [Архівовано 8 квітня 2014 у Wayback Machine.].

## Склад
- Ігор Купрій  — ударні (2010 — до сьогодні)

- Павло Бахтін  — гітара (2013 — до сьогодні)

- Василь Ткаченко  — бас-гітара (2011 — до сьогодні)

- Володимир Глазунов  — вокал, гітара (2010 — до сьогодні)

- Сергій Ганзюк  — звукорежисер (2011 — до сьогодні)

- Дмитро Риженко  — фотограф (2013 — до сьогодні)

## Колишні учасники
- Андрій Клочан (2010—2011)
- Володимир Головач (2011—2012)
- Ілля Білошицький (2012—2013)
- Анастасія Олексенко (2010—2013)

## Дискографія

### Радіосингли
- 2012 — Я полечу у небо
- 2013 — Шуба (або Дешева шуба на тобі)

### Міні-альбоми [EP]
- 2014 — Онлайн

## Відеографія
- 2012 — Я полечу у небо
- 2013 — Шуба